# Miloslav Pfeifer
Miloslav Pfeifer (21. května 1928 – ???) byl český a československý politik Komunistické strany Československa a poúnorový poslanec Národního shromáždění ČSR.

## Biografie
Narodil se v rodině cihlářského dělníka a vyučil se truhlářem. Po odchodu na vojenskou službu se stal vojákem z povolání a členem Pohraniční stráže. Působil v ČSM a byl členem okresního výboru KSČ.
Ve volbách roku 1954 byl zvolen za KSČ do Národního shromáždění ve volebním obvodu Plzeň. V parlamentu setrval až do konce funkčního období, tedy do voleb roku 1960.
K roku 1954 se profesně uvádí jako nadporučík útvaru Pohraniční stráže. Miloslav Pfeifer se v letech 1975–1977 uvádí v hodnosti generálmajora jako náčelník stranicko-organizační správy – zástupce náčelníka Hlavní politické správy ČSLA. V letech 1977–1987 pak působil jako ředitel Vojenské politické školy ČSLA.